# Хінган (аймак)
46°04′11″ пн. ш. 122°03′57″ сх. д. / 46.06962° пн. ш. 122.06584° сх. д.
Хінган (кит. 兴安盟, пін. Xīng'ān Méng; монг. Хянган аймаг) — адміністративна одиниця другого рівня у складі автономії Внутрішня Монголія, КНР. Центр префектури і найбільше місто — Улан-Хото.
Префектура межує з провінціями Хейлунцзян і Цзілінь на північному сході та сході відповідно та Монголією (аймак Дорнод) на заході.

## Адміністративний поділ
Префектура поділяється на 2 міста, 1 повіт і три хошуни:
| Карта                                                                                           | Карта                         | Карта          | Карта            |
| ----------------------------------------------------------------------------------------------- | ----------------------------- | -------------- | ---------------- |
| Аршан Хорчин – · Правий Передній стяг Хорчин – · Правий Середній стяг Туцюань Джалайд Улан-Хото |                               |                |                  |
| Статус                                                                                          | Назва                         | Оригінал       | Населення (2020) |
| Місто                                                                                           | Улан-Хото                     | 乌兰浩特市     | 356 035          |
| Місто                                                                                           | Аршан                         | 阿尔山市       | 32 301           |
| Повіт                                                                                           | Туцюань                       | 突泉县         | 220 668          |
| Хошун                                                                                           | Джалайд                       | 扎赉特旗       | 315 153          |
| Хошун                                                                                           | Хорчин – Правий Передній стяг | 科尔沁右翼前旗 | 285 392          |
| Хошун                                                                                           | Хорчин – Правий Середній стяг | 科尔沁右翼中旗 | 207 380          |